# Piove sul bagnato
Piove sul bagnato è un modo di dire italiano molto usato.
Questa espressione trae origine da Giovanni Pascoli che nelle sue Prose scrive "Piove sul bagnato: lagrime su sangue, sangue su lagrime".
L'espressione in seguito ha avuto molto successo ed è rimasta nella lingua comune ad indicare che le disgrazie spesso non vengono mai sole o così appare a chi soffre e crede di essere tormentato dalla sfortuna.
L'espressione vale anche nel senso opposto quando vuole significare che ai già favoriti dalla fortuna capita ancora qualcosa di positivo .
In lingua inglese è usata un'espressione dal significato simile: When it rains, it pours ("Quando piove, diluvia").